# Recta a Cholula
La Recta a Cholula, conocida también como Vía Volkswagen o Ruta Quetzalcóatl, es una carretera local que conecta las ciudades de Puebla y Cholula, en el estado mexicano de Puebla.

## Historia
Hasta los años 1970, las principales vías de transporte existentes entre Puebla y Cholula —el Camino Real a Cholula y la Avenida Prolongación Reforma, actual Boulevard Forjadores de Puebla— eran caminos que cruzaban zonas pobladas y, en el segundo caso, eran muy transitados por tráfico de paso. Así, la Recta a Cholula se planteó como vía rápida para ofrecer una mejor opción de movilidad local, así como la posibilidad de acceder rápidamente desde Puebla a la Universidad de las Américas Puebla, que se había establecido en la Ex Hacienda Santa Catarina Mártir (San Andrés Cholula) en 1970. Las obras comenzaron en 1974, y la Recta se inauguró en 1976.